# 诺维娜站
诺维娜站（英語：Novena Station，代號：NS20）是新加坡地铁南北线上的车站，位于新加坡本岛诺维娜规划区。
该站由于挨近诺维娜广场（Novena Square）大华广场（United Square）以及其附近的学校造成该站早晚上下学和上下班时比较繁忙。

## 建筑设计

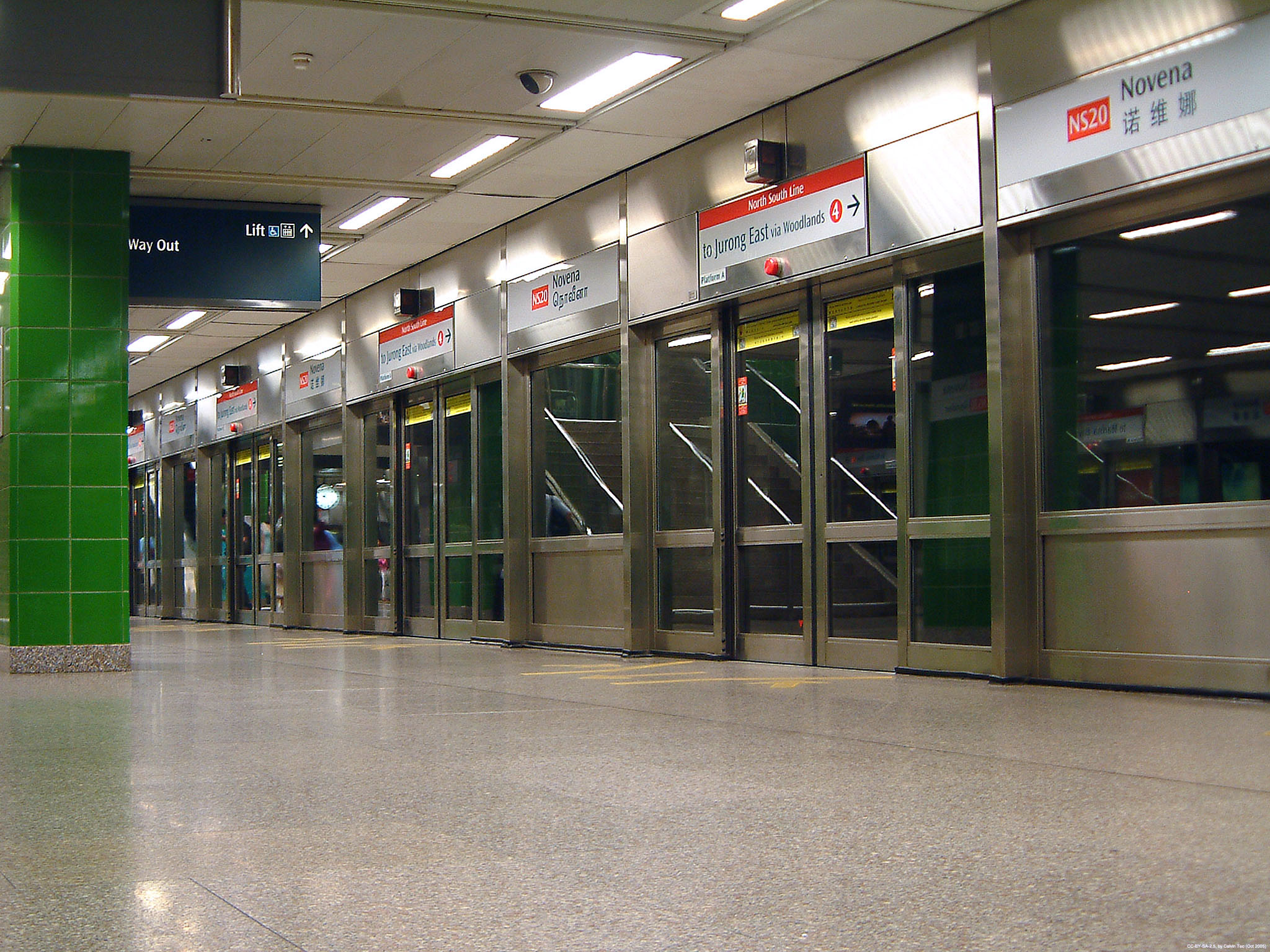
诺维娜地铁站的站台，可以注意到它与众不同的绿颜色砖料铺设的立柱

诺维娜地铁站与大巴窑地铁站一样，墙全部使用绿颜色的砖料。但是，砖料掉落也同时困扰着诺维娜和大巴窑地铁站。因此之后，诺维娜地铁站的绿颜色砖料被漆成同样绿色的塑料板代替，从而解决了该站砖块掉落的问题。
诺维娜地铁站的上层很像伦敦地铁站中使用的凹曲线墙。
自2007年，该站开始向诺维娜广场后面的Square 2方向建设出口，以满足前往Square 2和同样方向的诺维娜医疗中心的乘客的需要。

## 渗水事件
2006年7月23日上午7时，该站发生了轻度的渗水事件，渗水深度达到5厘米。这次事件没有导致全部地铁停运，但该站的付费自动门关闭。随后地铁工作人员协助旅客疏散并用伞为乘客遮蔽渗水。随着渗水的继续，木版从临时人行道上掉落。到了8：30分，渗水停止并完全退出该站。经过调查，该次事件是由于在地铁旁的诺维娜医疗中心不小心挖断了渗透水层与地铁站的隔断而造成的。所有受到影响的旅客则可以到任何地铁站的服务台索取被付费门刷走的车资。

## 軼事
在意大利语中，Novena是“连续的祈祷”的意思。
在该站中文站名上，SMRT和新加坡官方华语机构上的命名存在差异，SMRT对于该站的中文命名为“诺维娜地铁站”，而官方则对Novena译为“诺维能”

## 車站樓層
| L1 | 地面層             | 諾維那廣場                            |
| B1 | 大廳               | 檢票口、車站控制室、自動售票機        |
| B2 | A站台              | 南北线 經兀蘭往裕廊東方向（大巴窯站） |
| B2 | 島式站台，右側開門 |                                       |
| B2 | B站台              | 南北线 往濱海南碼頭方向（紐頓站）     |

## 出口
| 出口編號 | 建議前往的目的地 | 照片 |
| -------- | ---------------- | ---- |
| A        |                  |      |
| B        |                  |      |

## 交通連接

### 地鐵
| 終點               | 首班車 | 首班車 | 首班車 | 首班車 | 首班車            |  | 末班車  |
| ------------------ | ------ | ------ | ------ | ------ | ----------------- |  | ------- |
|                    | 一－五 |        | 週六   |        | 星期日及 公定假日 |  | 每日    |
| 南北線             |        |        |        |        |                   |  |         |
| 往 NS1 裕廊東      | 6.01am |        | 6.15am |        | 6.40am            |  | 12.05am |
| 往 NS28 濱海南碼頭 | 5.44am |        | 5.44am |        | 6.17am            |  | 11.43pm |
| 往 NS27 濱海灣     | –      |        | –      |        | –                 |  | 11.46pm |
| 往 NS7 克蘭芝      | –      |        | –      |        | –                 |  | 12.22am |